# Pär Bengtsson
Pour les articles homonymes, voir Bengtsson.
Pär Bengtsson est un footballeur suédois, né le 21 juillet 1922 à Halmstad et mort dans la même ville le 23 octobre 2007.

## Biographie
Pär Bengtsson est un milieu de terrain qui commence sa carrière à Halmstads BK en 1942. Il y joue jusqu'en 1946, année où son club est relégué en deuxième division. Il rejoint alors Elfsborg où il joue jusqu'en 1949. En 1948, il est retenu dans le groupe qui s'envole pour l'Angleterre afin d'y disputer les Jeux olympiques de Londres, en compagnie entre autres de Gunnar Gren, Gunnar Nordahl et autres Nils Liedholm.
Bengtsson ne dispute aucun match du tournoi, mais obtient une médaille d'or. La Suède remporte la compétition à l'issue d'une finale d'une rare brutalité face à la Yougoslavie (3-1).
À l'été 1949, il rejoint le Grande Torino, le Torino FC, quadruple champion d'Italie en titre, afin de participer à la reconstruction d'un club dévasté par la catastrophe de Superga au mois de mai précédent. Le Toro ne parvient pas à faire mieux qu'une sixième place en Série A, ce qui, compte tenu des événements, est déjà une belle performance. Bengtsson ne prolonge toutefois pas l'aventure en Italie, et choisit de tenter sa chance de l'autre côté des Alpes, à Nice. Sous les couleurs du club niçois, le Suédois remporte deux fois le titre de champion de France (les deux premiers de l'histoire du club), en marquant quinze buts lors de sa première saison et douze lors de la seconde. Il s'envole ensuite pour Toulouse en deuxième division où, en dépit d'un titre de champion, il ne reste qu'un an. 
En 1953, il rejoint la Bretagne et le Stade rennais, tout juste relégué en deuxième division. Auteur de vingt-trois buts pour sa première saison, il reste cependant dans l'ombre de l'Espagnol José Caeiro, auteur de trente-et-une réalisations pour la seule saison 1953-1954. Sixième, le Stade rennais doit lui repartir pour une nouvelle saison en Division 2. La saison suivante, le Stade rennais obtient sa remontée en Division 1, mais de son côté Bengtsson est moins prolifique avec seulement huit buts marqués. Le retour au club de l'attaquant local Jean Grumellon vient alors notamment reléguer le Suédois au second plan. C'est sur cette montée que Bengtsson met fin à sa carrière, à l'âge de 33 ans.

## Carrière de joueur
- 1945-1946 : Halmstad BK,  Suède
- 1946-1949 : IF Elfsborg,  Suède
- 1949-1950 : AC Torino,  Italie
- 1950-1952 : OGC Nice,  France
- 1952-1953 : Toulouse FC,  France
- 1953-1955 : Stade rennais,  France